# Solieria dimidiata
Solieria dimidiata là một loài ruồi trong họ Tachinidae.